# Квінт Фабій Барбар Валерій Магн Юліан
Квінт Фа́бій Ба́рбар Вале́рій Магн Юліа́н (лат. Quintus Fabius Barbarus Valerius Magnus Iulianus; I століття) — політик і військовий діяч Римської імперії, консул-суффект 99 року.

## Біографічні відомості
Про нього збереглося мало відомостей. Походив з іспанської або гальської гілки патриціанського роду Фабіїв. Син або онук Квінта Фабія Барбара Антонія Макра, консула-суффекта 64 року.
Під час правління імператора Нерви був призначений легатом у III легіон Августа, що був розташований у римській провінції Африка. У 99 році його було обрано консулом-суффектом разом з Авлом Цецилієм Фаустином. Про подальшу долю Квінта Фабія відомостей немає.